# Carmel Valley Village
Carmel Valley Village – jednostka osadnicza w Stanach Zjednoczonych, w stanie Kalifornia, w hrabstwie Monterey.